# Språkförsvaret
Språkförsvaret (wörtlich: Verteidigung der Sprache) ist ein 2005 gebildetes parteipolitisch unabhängiges Netzwerk, um die schwedische Sprache zu stärken und erkennt die Bedeutung des Englischen als Fremdsprache an, vertritt jedoch die Auffassung, dass dessen derzeitige Stellung als Weltsprache auf lange Sicht das Überleben anderer Sprachen, darunter der schwedischen, bedroht. Språkförsvaret betrachtet Mehrsprachigkeit als Wert an sich. Die schwedische Sprache in Schweden bedarf nach Ansicht des Vereins einer aktiven und grundsätzlich anderen Verteidigung als früher. Insbesondere EU-Mitgliedschaft und zunehmende Internationalisierung fordern dazu heraus, so die Ansicht des Vereins.
Språkförsvaret entwarf einen eigenen Vorschlag für ein schwedisches Sprachgesetz sowie eine Reihe anderer Dokumente, u. a. über die Sprachpolitik der schwedischen Hochschulen und die nordische Sprachgemeinschaft. Das Netzwerk war außerdem eine der Instanzen zur Begutachtung des neuen Sprachgesetzes. Entsprechende Dokumente verzeichnet die Anthologie Svenskan – ett språk att äga, älska och ärva („Schwedisch – Besitzen, lieben, vererben“, Red. Per-Åke Lindblom und Arne Rubensson, Stockholm 2011).
Kontinuierlich initiiert Språkförsvaret Debatten und Seminare. Mitglieder engagieren sich in Tages- und Fachpresse für den Gebrauch eines guten Schwedisch und geisseln svengelska („Schwenglisch“).
Die von Språkförsvaret herausgegebenen Bücher werden überdurchschnittlich häufig rezensiert und sind Teil der Sprachdebatte in Schweden und dem schwedischsprachigen Teil Finnlands. Die Streitschrift Såld på engelska? („Verkauft auf englisch?“, Red. Per-Åke Lindblom, Frank-Michael Kirsch und Arne Rubensson, Stockholm 2013) analysiert, weshalb sich Waren und Dienstleistungen mit Schwedisch in Schweden, Deutsch in Deutschland und Niederländisch in den Niederlanden am besten verkaufen – und eben nicht mit Englisch. Im jüngsten Buch von Språkförsvaret, Guld i strupen? („Gold in der Kehle?“, Red. Frank-Michael Kirsch, Per-Åke Lindblom und Arne Rubensson, Stockholm 2014) schreiben Schriftsteller, Übersetzer, Wissenschaftler und Verleger über ihre persönliche Beziehung zum Schwedischen. Seit Inkrafttreten des schwedischen Sprachgesetzes am 1. Juli 2009 engagiert sich Språkförsvaret für dessen Nutzung auf so vielen gesellschaftlichen Gebieten wie möglich. In diesem Sinne werden Anwendungsmöglichkeiten des neuen Gesetzes mittels einer Reihe von Einsprüchen an den Ombudsmann des Reichstages ausgelotet. U.a. focht Språkförsvaret die Rechtmäßigkeit englischer Mailadressen der Regierung an und erhielt vom Ombudsmann Recht.
Seit 2013 ist Språkförsvaret Partnerorganisation des Vereins Deutsche Sprache.